# The Ataris
The Ataris este o trupă americană de rock alternativ. Membrii formației sunt: 

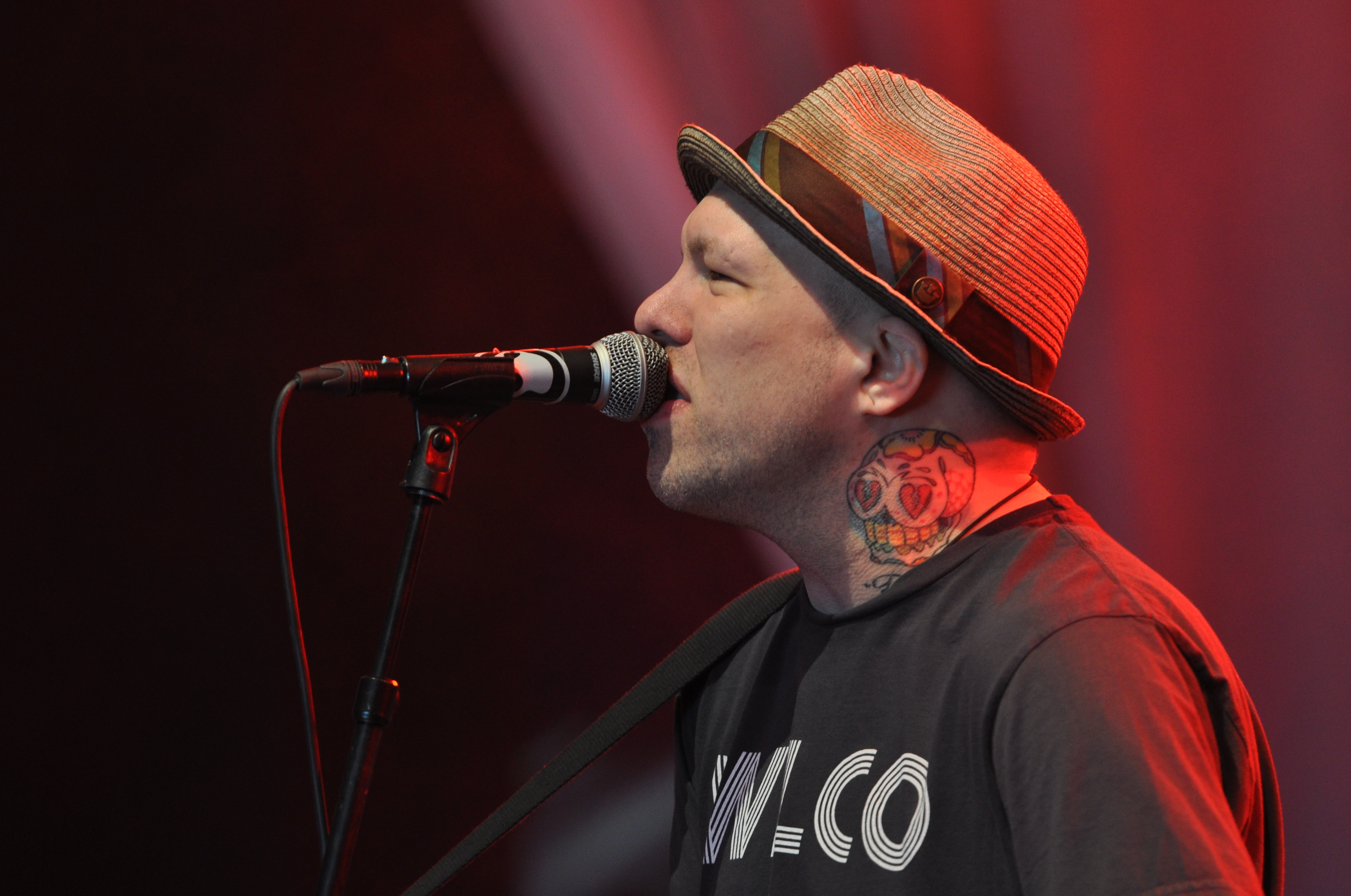
Kris Roe, Groezrock 2013

- Kris Roe
- John Collura
- Paul Carabello
- Angus Cooke
- Bob Hoag
- Sean Hansen
- Shane Chickeles